# مورينو (لاعب كرة قدم إسباني)
مورينو (بالإسبانية: Alejandro Mendoza Corujo)‏ هو لاعب كرة قدم إسباني في مركز الدفاع، ولد في 17 مايو 1986 في تنريفي في إسبانيا. لعب مع نادي بيركيركارا ونادي تينيريفي ونادي كونكينسي.

## وصلات خارجية
- مورينو على موقع Soccerway.com (الإنجليزية)